# Пасадена (Калифорнија)
Пасадена (енгл. Pasadena) град је у америчкој савезној држави Калифорнија. По попису становништва из 2010. у њему је живело 137.122 становника.

## Демографија
Према попису становништва из 2010. у граду је живело 137.122 становника, што је 3.186 (2,4%) становника више него 2000. године.
|                   | 2010.            | 2000.            |
| Укупно            | 137 122 (100,0%) | 133 936 (100,0%) |
| Белци             | 53 135 (38,75%)  | 52 381 (39,11%)  |
| Хиспаноамериканци | 46 174 (33,67%)  | 44 734 (33,40%)  |
| Азијати           | 19 595 (14,29%)  | 13 399 (10,00%)  |
| Афроамериканци    | 14 650 (10,68%)  | 19 319 (14,42%)  |
| Остали            | 3 568 (2,602%)   | 4 103 (3,063%)   |

## Познати људи из Пасадене
- Кевин Костнер (глумац)
- Сали Филд (глумица)
- Софија Буш (глумица)
- Џалил Вајт (глумац, продуцент и писац)

## Партнерски градови
- Лудвигсхафен на Рајни
- Тангер
- Јервенпе
- Мишима
- Ванадзор
- Сиченг Дистрикт